# Karlskogas historia

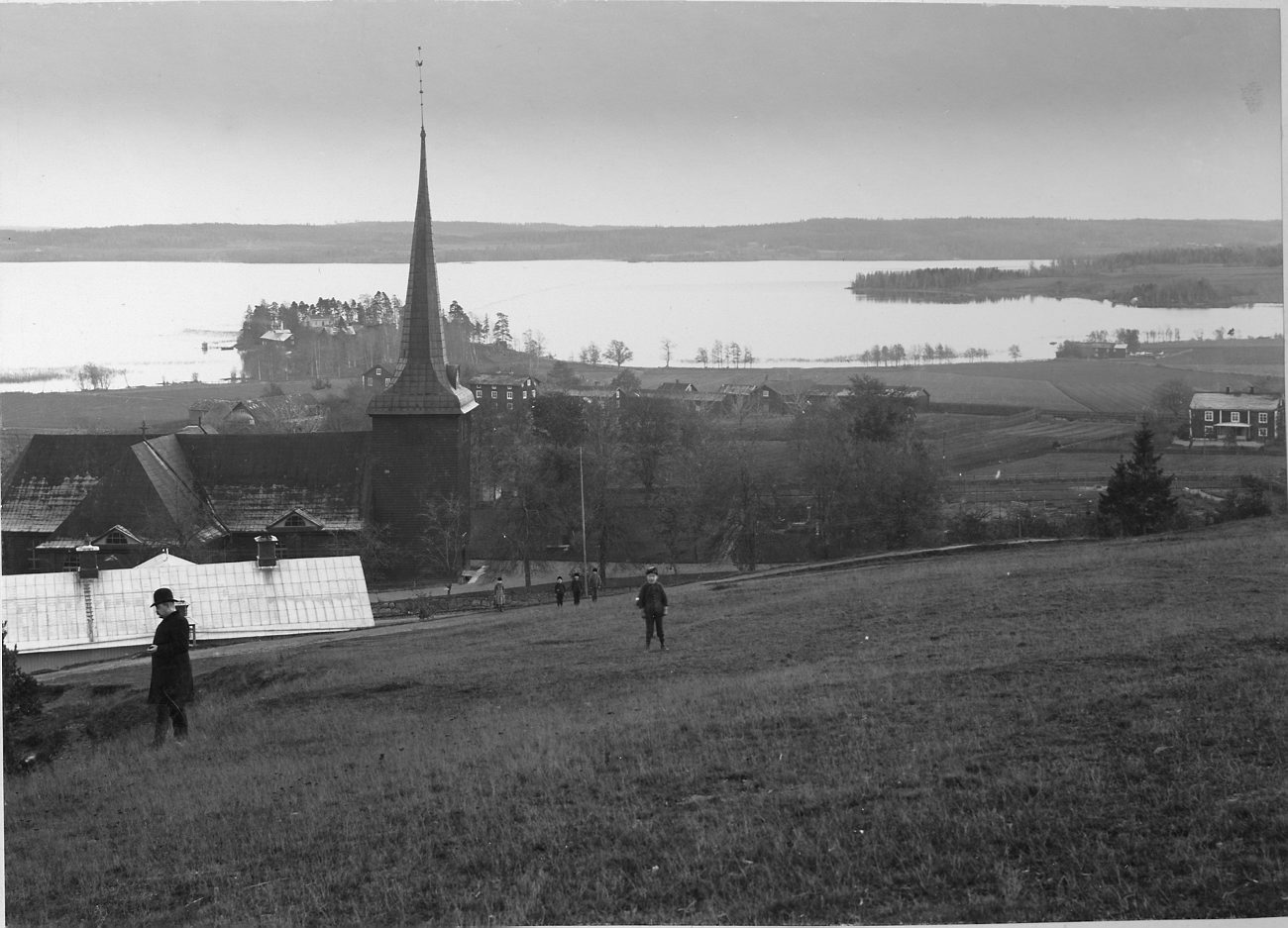
Äldre fotografi av Karlskoga, taget från Rävåskullen mot Näset och sjön Möckeln.

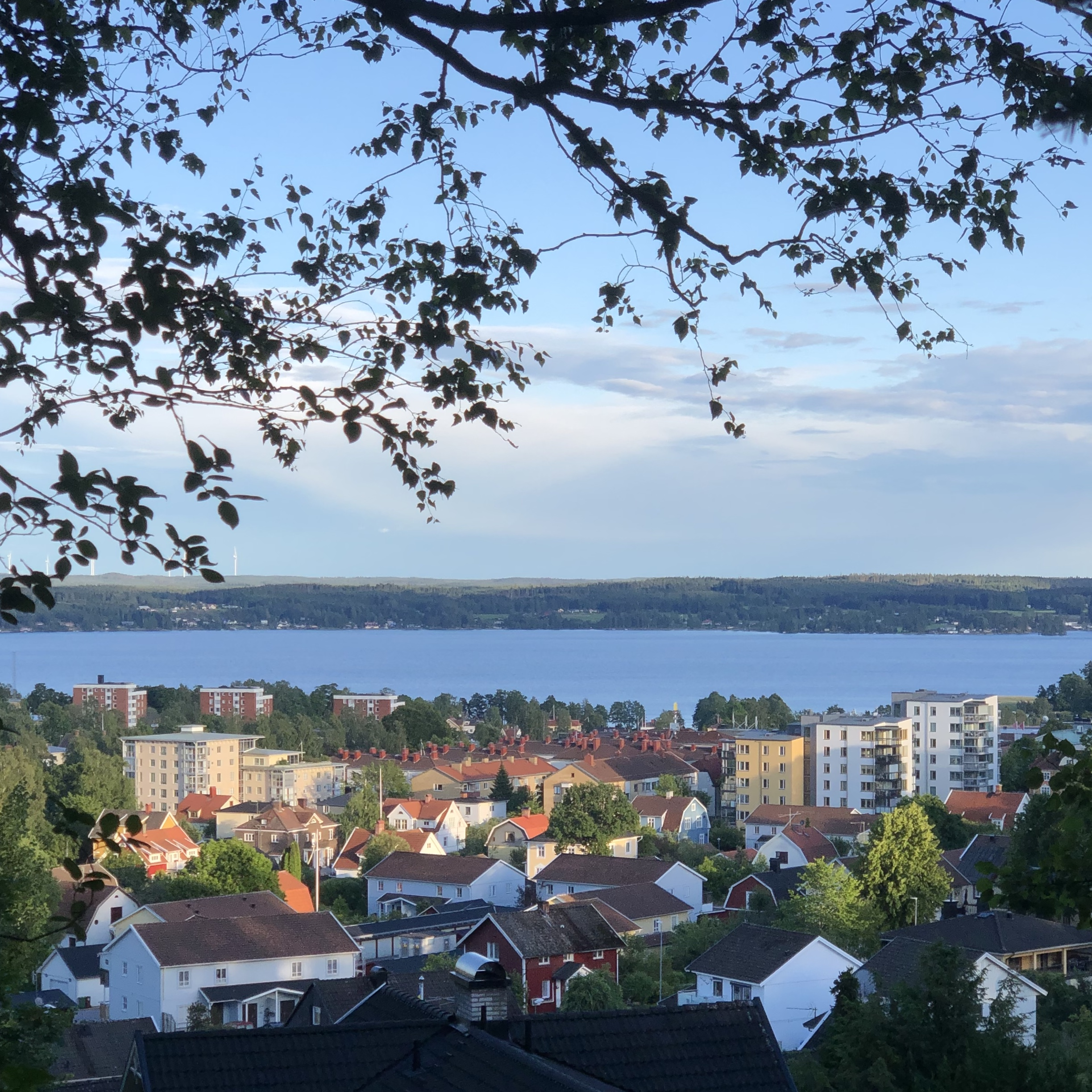
Centrala Karlskoga i juli 2020 med Möckeln i bakgrunden.

Karlskogas historia går tillbaka till 1580-talet då Karlskoga församling bildades. Järnhanteringen har präglat Karlskoga ända sedan de första bruken anlades på 1630-talet. Björkborns bruk och Bofors bruk blev de mest betydelsefulla för Karlskogas utveckling, i och med deras senare koppling till vapentillverkaren Bofors AB:s utveckling från en ren stålproducent till att även vara kanon- och sprängämnesproducent i slutet av 1800-talet. 1 januari 1940 blev Karlskoga stad i och med att Karlskoga municipalsamhälle ombildades till Karlskoga stad.

## Fram till 1570-talet
Området runt Karlskoga kallades ursprungligen Bodaskogen, och vid sjön Möckeln låg fäbodar som sammantaget kallades Möckelns bodar eller Möckelsbodar (mukrisbother), ett namn som finns belagt från 1261. Dessa fäbodar ska främst ha använts för fiske i sjön, och tillhört bönderna i Knista och Kvistbro socknar längre österut i Närke. Gårdar i Karlskoga-trakten som finns omnämnda i äldre källor är Bo/Boo (1336) och Backa (1403). Vid mitten av 1500-talet finns ett tiotal gårdar omtalade.
Området runt Möckeln var glest befolkat i likhet med en stor del av de skogiga delarna av Värmland. De närliggande jordbruksbygderna i Närke var tätare bebodda och var exempelvis tillräckligt produktiva för att understödja Riseberga kloster (1180–1534).
Den administrativa indelningen var något oklar i dessa glest befolkade bygder i gränstrakterna mellan Värmland och Närke. Före Karlskoga bildades gick gränsen mellan de två landskapen genom Letälven, Möckeln, Timsälven och Alkvettern. Det innebär att den västra delen av nuvarande Karlskoga tillhörde Varnums sockens skogsbygd i Värmland och den östra delen Knista socken i Närke, samt att landskapsgränsen gick inne i nuvarande Karlskoga tätort.

## 1580–1600 och namnet Karlskoga
På 1580-talet blev området vid Möckeln en egen församling och kom att tillhöra Värmland. Enligt ett brev från hertig Karl 1583 avträddes Möckelnsbodars socken helt från Närke till Värmland. Möckelsbodars församling bildades 1583 genom en utbrytning ur Knista församling. Han försåg dem med virke från sin skog. Församlingen var till 1 juli 1586 annexförsamling i pastoratet Knista, Hidinge och Karlskoga, därefter till 1594 annexförsamling i pastoratet Ölme, Varnum och Karlskoga. 1 juli 1586 blev Herr Olof Karlskogas förste kyrkoherde. I en skrivelse gav hertig Karl befolkningen vid Möckelns bodar uppdraget att bygga en kyrka med virke från kronans skog. Omkring sekelskiftet 1600 färdigställdes kyrkan i form av en timrad byggnad på 6 x 12 meter.
Året 1586, snarare än 1583, är det årtal som Karlskoga officiellt betraktar som sitt grundandeår.
1589 tillkom namnet Karlskoga, genom att församlingen detta år bytte namn till Karlskoga församling. Detta skedde i samband med att hertig Karl, sedermera kung Karl IX, gjorde ett besök. Kyrkby i Karlskoga socken blev Bregården, men denna by kom inte att namnge samhället utan istället kom sockennamnet att namnge bebyggelsen.
Under slutet av 1500-talet upptogs många nya hemman i församlingen. Nybyggena skedde i de flesta fall inte på kronoallmänningar utan på hävdade bydomäner, vilket indikerar att de ursprungliga gårdarna hade stora arealer.

## 1600-talet och etablering av järnhantering
På 1630-talet inleddes järnhantering i Karlskoga, genom att det etablerades järnhyttor, ett antal stångjärnshammare och mindre bruk. Detta var en del av den allmänt expanderade järnhanteringen i Bergslagen under stormaktstiden. Att järnhantering etablerades i Karlskoga berodde på att det i trakten både fanns järnmalm och tillgång till vattenkraft genom älvsystemen som ledde ut i Möckeln. 1638 blev Karlskoga bergslag. Under perioden 1630-1650 expanderade befolkningen genom att det tillkom flera hemman.
1639 fick Mårten Drost, som var fogde i Karlskoga, privilegium för att vid Björkborn (vid Timsälven, en bit uppströms från Möckeln) uppföra en hammarsmedja inom Backa kronohemman. Boo, som ligger nedströms från Björnborn, närmare Möckeln blev brukshemman då två hammare 1646 privilegierades åt borgaren Paul Linnertsson Hossman i Arboga, som i sin ansökan till Bergskollegium gett anläggningen namnet Boo-fors.
Karlskoga kyrka byggdes till under 1600-talet och fick bland annat läktare och torn. I samband med tillbyggnaderna byggdes den äldre kyrkan om och blev sakristia.

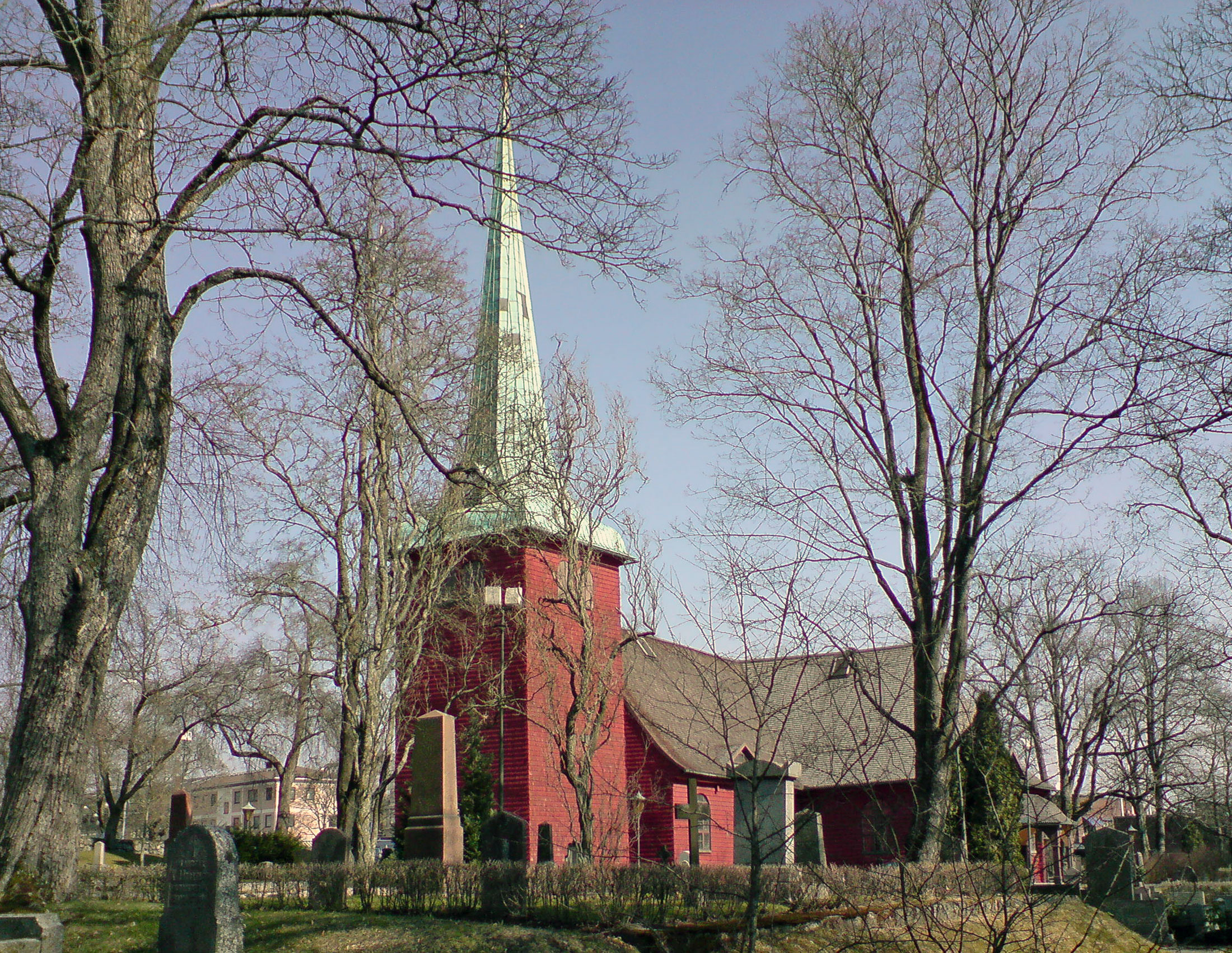
Karlskoga kyrka april 2008

## 1700–1890
Karlskoga kyrka byggdes om 1705–1706 och fick korsform. Den har sedan dess i huvudsak behållit sitt utseende in till 2000-talet.
Den första folkskolan i Karlskoga tillkom 1825. En läkare valdes 1851 och ett apotek tillkom 1859.
Bruksrörelsen vid Bofors utvidgades betydligt under den tid på 1800-talet när Pehr Lagerhjelm (1787–1856) och Pehr Erland Lagerhjelm (1829–1890) drev verksamheten. Detta möjliggjordes bland annat av att regleringarna kring bergshanteringen upphört. 1841 tillkom ett manufakturverk för tillverkning av yxor, skyfflar, hästskor och spik. Lagerhjelm den äldre hade 1846 hade fått tillstånd för en lancashirehärd och en gasvällugn. Under Lagerhjelm den yngres styre utvidgades bruket med flera lancashirehärdar och en dubbelhärd (Boforshärd), som möjliggjorde större smältor. 1866–1867 anlades ett stångjärnsvalsverk och tillverkningen ökade betydligt. I början av 1870-talet var produktionen vid Bofors större än vid något annat järnbruk i Sverige. Vid denna tid började bruksdöden göra sig gällande, då mindre bruk lades ner samtidigt som den totala järn- och stålproduktionen ökade genom expansion vid större bruk som Bofors. 1873 förenades Bofors och Björkborn under gemensamt ägande i form av det samma år bildade Aktiebolaget Bofors-Gullspång, med Lagerhjelm den yngre som disponent.
1878 installerades den första Martinugnen vid Bofors, som möjliggjorde produktion av smidbart järn och stål med förbättrade egenskaper. Vid denna tid hade kanoner av modernt stål visat sig överlägsna tidigare järn- och bronskanoner, bland annat eftersom de möjliggjorde en annan kanonkonstruktion med bakladdare. Kruppverken exporterade stålkanoner till många länder under 1860-talet, men i slutet av 1870-talet skedde fortfarande ingen produktion av motsvarande kanoner i Sverige, eftersom den svenska kanontillverkaren Finspångs bruk fortsatte att tillverka frontladdade tackjärnskanoner.
1878 lyckades Carl Danielsson tillverka det första täta gjutstålet vid Bofors, och 1879 lyckades Bofors för första gången framställa ett tätt kanongöt av tillräckliga dimensioner för att framställa en kanon av. Under några decennier framåt präglades relationen mellan Bofors och Finspång omväxlande av konkurrens och samarbete.
Tillkomsten av Nordvästra stambanan och Nora-Karlskoga järnväg på 1870-talet bidrog också till att en större industriort började växa fram i kyrkans närhet.
Området där Karlskoga stations- och brukssamhälle växte fram tillhörde Karlskoga socken vari vid kommunreformen 1862 inrättades Karlskoga landskommun. För orten inrättades 26 juni 1885 i denna landskommun Karlskoga municipalsamhälle.
Karlskogas första tidning, Karlskoga Tidning, kom ut med sitt första nummer 5 december 1883.  En sjukstuga öppnades 1884 och gatubelysning infördes 1885.

## 1890–1920

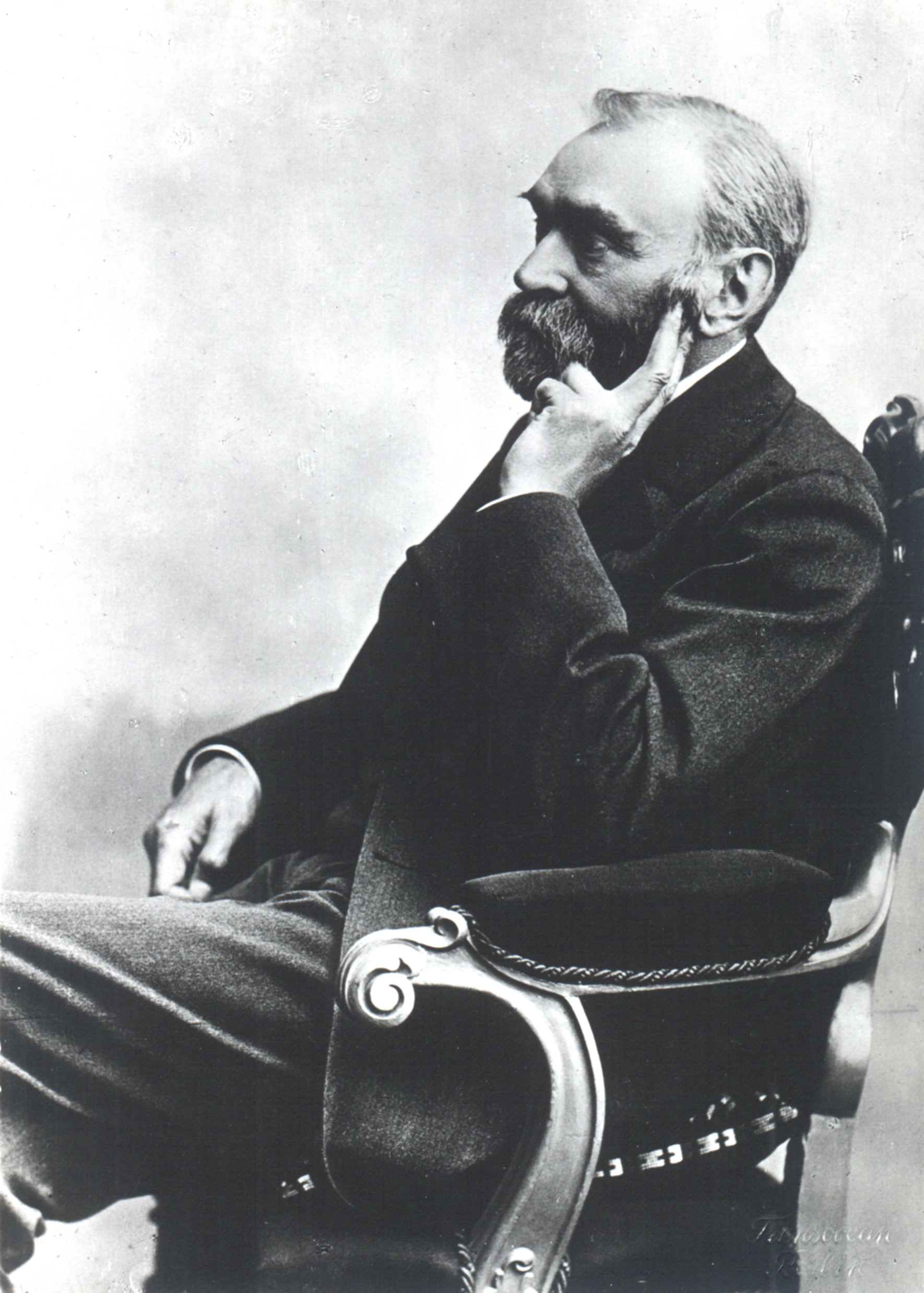
Alfred Nobel

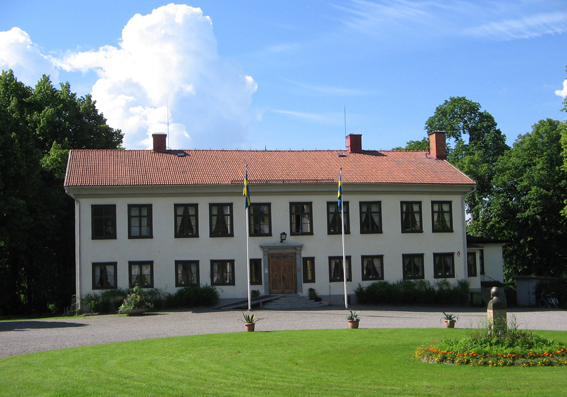
Björkborns herrgård

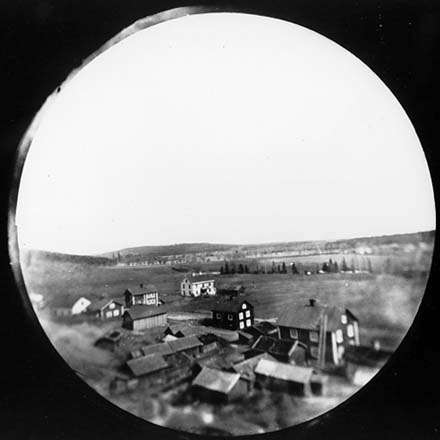
Vy över Karlskoga 1896 eller 1897, fotograferat med Alfred Nobels raket.

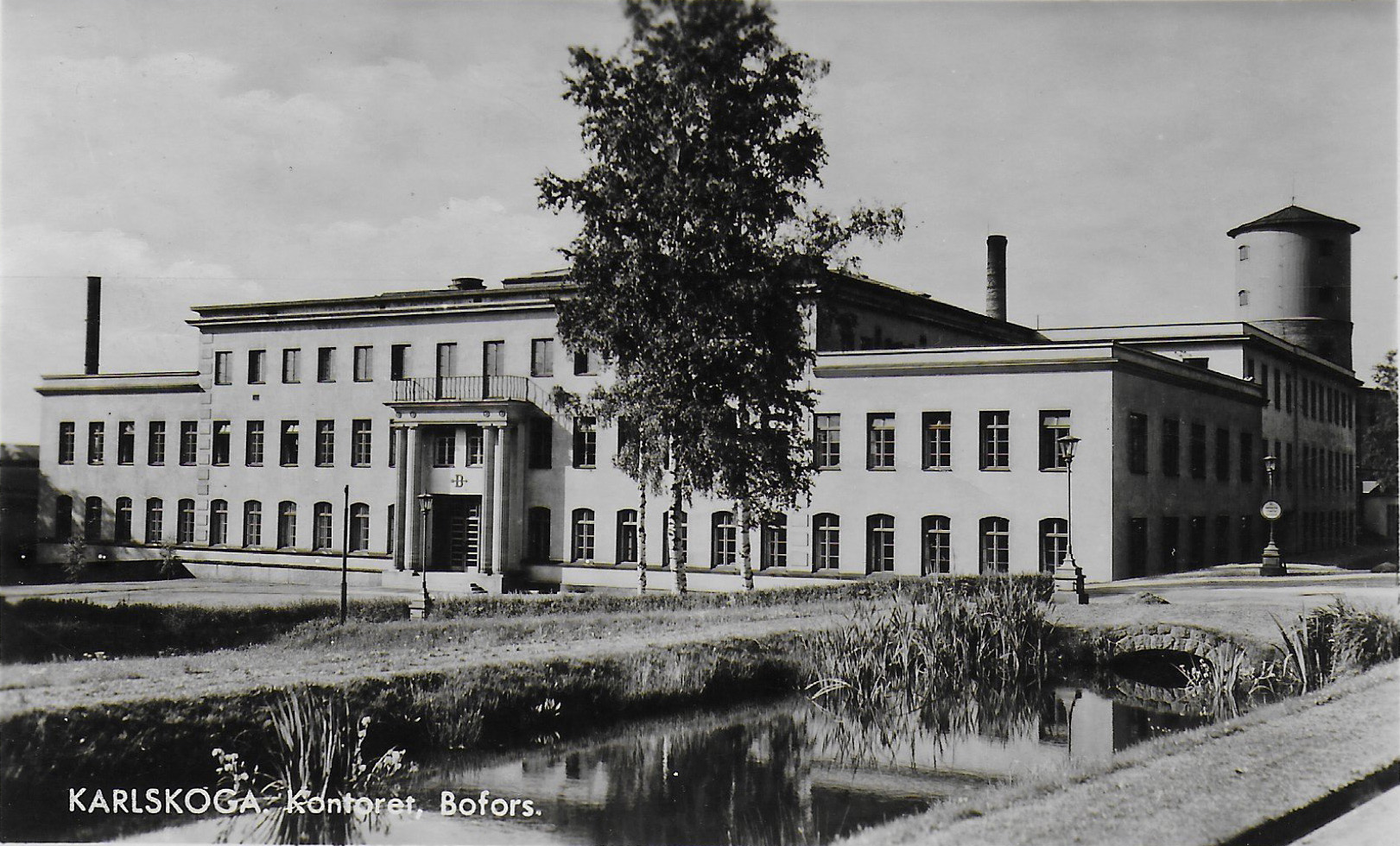
Bofors huvudkontor, byggt 1929-1930.

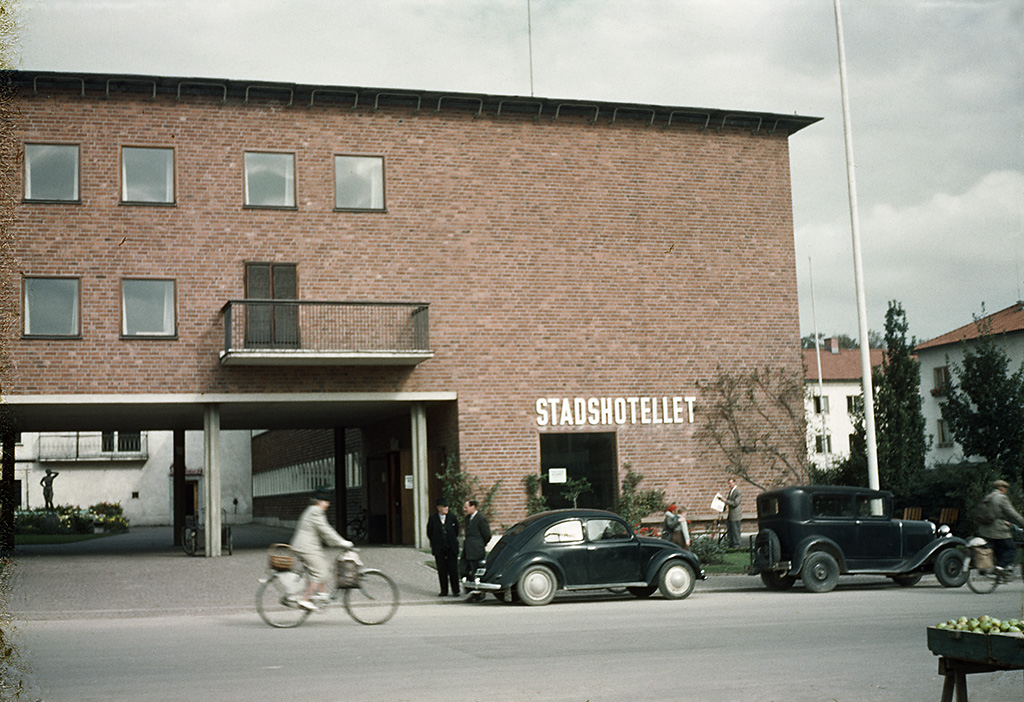
Stadshotellet i Karlskoga, invigt 1939, på ett fotografi från 1950.

I början av 1894 köpte Alfred Nobel aktiemajoriteten i AB Bofors-Gullspång av den tidigare ägaren Carl O. Kjellbergs dödsbo. I köpet ingick Björkborns herrgård som blev Nobels svenska privatbostad. När Nobel avled 10 december 1896 kom Björkborn att räknas som hans bosättningsadress, vilket fick betydelse för hur hans testamente hanterades. Nobels testamente lagfors vid häradsrätten i Karlskoga.
Under Nobels ägartid skedde fortsatt expansion. Utrustning för att tillverka grövre kanoner, med upp till 30,5 cm kaliber, anskaffades. Vid Björkborn, som ursprungligen var ett järnbruk precis som själva Bofors, byggdes 1895 ett kemiskt laboratorium för att ta fram nya produkter inom sprängämneteknikens område. 1898 bildades dotterbolaget AB Bofors Nobelkrut för att exploatera Nobels kemiska patent. Nobels tidigare tillverkning av det röksvaga krutet Ballistit - "Nobelkrut" - flyttades i samband med detta från Vinterviken i Stockholm till Bofors Nobelkruts anläggning i Björkborn.
Efter att Bofors-Gullspång under de första åren på 1900-talet i omgångar köpt sin konkurrent i Finspång, lades kanontillverkningen ner där i slutet av 1910 och början av 1911. Från denna tid var Bofors i Karlskoga den enda kanontillverkaren i Sverige. 1909 kunde Bofors Nobelkrut för första gången leverera komplett ammunition med drivladdning av eget krut, granater med trotyl importerad från Tyskland och egna tändrör. 1911 var Bofors således Sveriges enda kanontillverkare, hade verksamheten koncentrerad till sin huvudanläggning, och kunde dessutom leverera egen kanonammunition. Under början av 1900-talet var en ny generation tungt bepansrade och bestyckade krigsfartyg tidens främsta militära högteknologi, och dessa var föremål för satsningar i många länder. Fartygskanoner till dessa var en av Bofors produkter. Tillverkning skedde både för svenska försvaret och för export till andra länder.
Karlskoga växte dock relativt måttligt i storlek runt första världskriget, från en folkmängd på 10 151 invånare i municipalsamhället år 1900 till 12 281 år 1920. Själva tätorten Karlskoga hade år 1900 dock endast 1 810 invånare. Allehanda service- och nöjesinrättningar tillkom dock under de första åren på 1900-talet: ett epidemisjukhus 1904, Folkets hus 1905, ett nytt praktiskt läroverk 1908, Karlskoga idrottspark 1909 och Karlskoga folkpark 1918.

## 1920–1950
1925 skildes Degerfors, grannorten söder om Möckeln, från Karlskoga municipalsamhälle.
De ökade spänningarna inför andra världskriget ledde till en återupprustning av det svenska försvaret från mitten av 1930-talet, med ökad orderingång till Bofors till följd. Under denna tid växte Karlskoga kraftigt. Folkmängden ökade från 15 302 år 1930 till 26 114 år 1940 och 31 303 år 1950. Efter en utredning 1934–1937 om ändrad organisationsform för municipalsamhället förordades att hela socknen inklusive municipalsamhället skulle ombildas till stad. 1940 ombildades landskommunen med municipalsamhället till Karlskoga stad, och blev därmed den till ytan största staden i Sverige fram till 1948 då Kiruna blev stad.
Expansionen i befolkning ledde också till omfattande nybyggnation i staden. Stadshuset och Stadshotellet stod klara 1939. Karlskoga lasarett stod klart 1942 och ett varmbadhus invigdes 1943. 1944 startade verksamheten vid Karlskoga kommunala gymnasium och 1947 kunde studentexamen för första gången avläggas.
Tidningen Karlskoga-Kuriren startade 1941 som en lokalutgåva av Örebro-Kuriren.

### Explosionen i Björkborn
17 december 1940 inträffade en explosion i Bofors fabrik i Björkborn, med elva döda och cirka 30 skadade som följd. Bofors byggde under andra världskriget en bergrumsanläggning i form av Boåsberget. Eftersom Bofors industriområde var fullbyggt började 1946 ett nytt industriområde byggas vid Kilsta, fyra kilometer åt nordväst i utkanten av Karlskoga.

## 1950–2000
Karlskoga fortsatte att expandera under decennierna efter andra världskriget och nådde sin största befolkning år 1970. Antalet invånare i Karlskoga stad var 35 456 år 1960, och 39 687 år 1970. Bofors hade då drygt 10 000 anställda.
Karlskoga högre allmänna läroverk fick nya lokaler 1957, senare kallade Bregårdsskolan. Bergslagsskolan, ett tekniskt gymnasium, stod klar 1966. De första delarna av miljonprogrammet i Karlskoga stod klara 1961, i området Ekeby. Första etappen av motorvägen E18 genom Karlskoga stod färdig för trafik 1964.

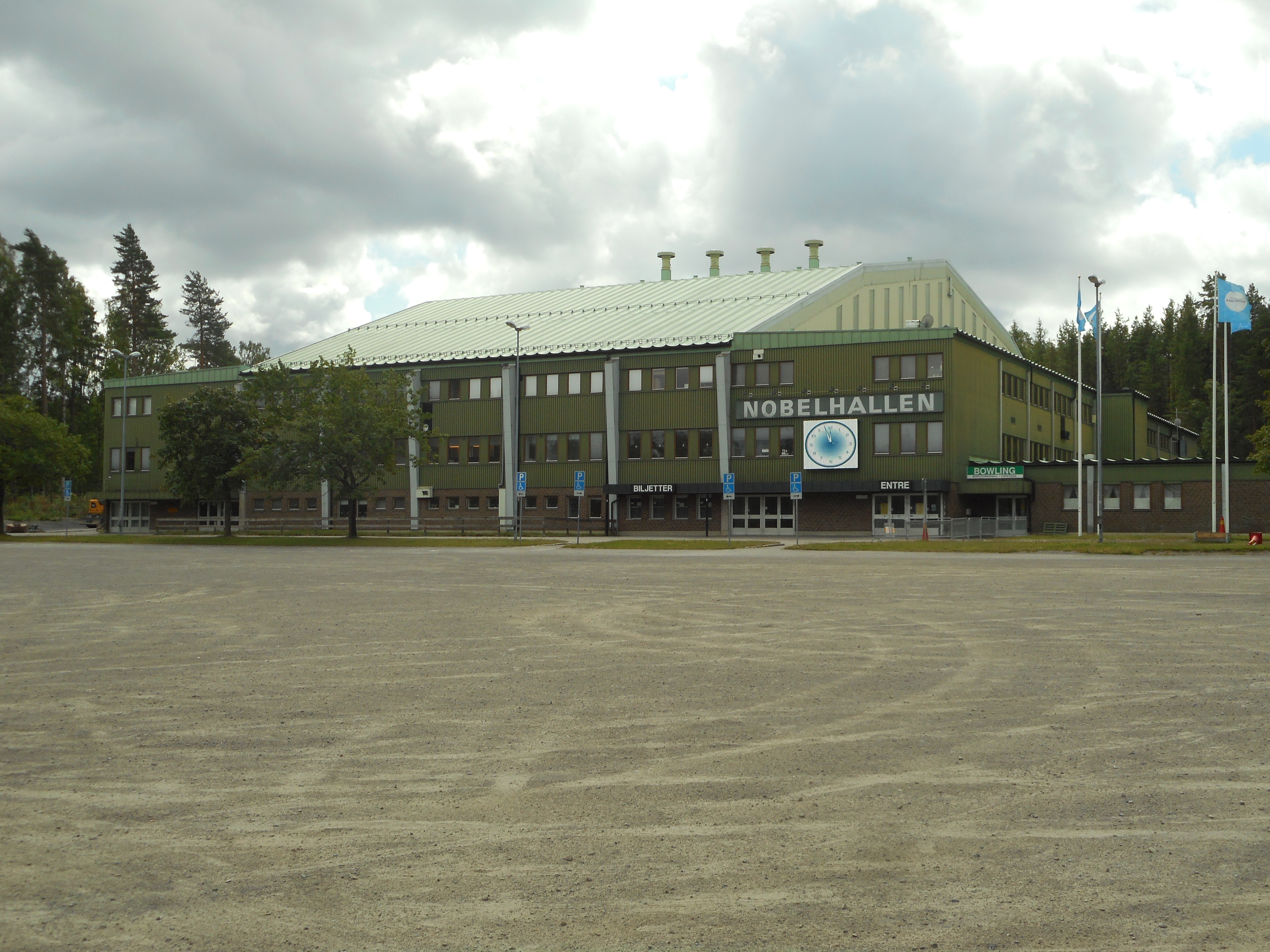
Nobelhallen, fotograferad 2019.

Den nya Nobelstadion, en friidrottsarena med fotbollsplan, invigdes 1966. Nobelhallen, en ishall och hemmaarena för ishockeylaget Bofors IK, invigdes 1973. Den 9 augusti 1970 skedde en svår olycka på Gelleråsenbanan i samband med Kanonloppet. Två bilar fastnade i varandra och slungades ut bland publiken, med följden att sex personer dog och 30 skadades.
1971 ombildades Karlskoga stad till Karlskoga kommun med Karlskoga som centralort. Karlskoga ingick till 1971 i Karlskoga tingslag och därefter i Karlskoga domsaga (till 2009).
Under 1970-talet skedde en omfattande centrumomvandling i Karlskoga. De äldre husen vid Ekmansbacken revs 1973 och en centrumanläggning kallad K-center byggdes, med invigning 1974. Dessa förändringar har senare kritiserats som förfulande, och kombinationen av K-center och E18:s centrala sträckning mellan centrum och sjön har inneburit att Karlskoga flera gånger hamnat högt på listor över fula svenska städer.
Från mitten av 1970-talet minskade befolkningen i Karlskoga, i likhet med många andra mindre och medelstora industriorter. Staden drabbades hårt av neddragningarna inom försvarsindustrin på 1980- och 1990-talen. Kommunen hade 36 828 invånare år 1980, 33 869 år 1990 och 31 293 år 1990.
1987 genomfördes den sista smältan vid Kilstaverken inom Bofors, och satte därmed slutpunkt för runt 350 år av järn- och stålproduktion i Karlskoga. Smidesarbete och annan bearbetning av stål fortsatte dock i Karlskoga, både i Bofors och andra företags regi.

## 2000–
Karlskogas befolkning fortsatte att minska under början av 2000-talet, men i en långsammare takt än under föregående decennier. Kommunens befolkning var 2011 nere på sin lägsta siffra, 29 616. Därefter ökad befolkningen en aning, främst genom invandring, och nådde 2016 upp till 30 538. Befolkningsminskningen under 1990-talet ledde till att Hyresbostäder Karlskoga, det kommunala bostadsbolaget, under perioden 2001–2009 minskade sitt bestånd med 1100 lägenheter, dels genom rivning och dels genom försäljning.
2009 lades Karlskoga tingsrätt ner i samband med en reform av tingsrätterna. Karlskoga domsaga överfördes i samband med detta till Örebro domsaga.
2011 slogs redaktionerna för de två tidningarna Karlskoga Tidning (liberal) och Karlskoga-Kuriren (socialdemokratisk) ihop, sedan Nya Wermlands-Tidningen blivit ägare till båda. Fortsatt gavs två editioner ut med skilda ledar- och opinionssidor.
2013 invigdes Möckelngymnasiet, en gemensam gymnasieskola för Karlskoga och Degerfors kommuner som ersatte tre tidigare gymnasieskolor i samband med att elevantalet minskat och de befintliga skolorna hade renoveringsbehov. Bergslagsskolans byggnader renoverades och blev huvudbyggnad för Möckelngymnasiet.